# El Tescalame
El Tescalame är en ort i Mexiko.   Den ligger i kommunen Buenavista och delstaten Michoacán de Ocampo, i den södra delen av landet, 400 km väster om huvudstaden Mexico City. El Tescalame ligger 679 meter över havet och antalet invånare är 139.
Terrängen runt El Tescalame är kuperad åt nordost, men åt sydväst är den platt. Runt El Tescalame är det ganska glesbefolkat, med 38 invånare per kvadratkilometer. Närmaste större samhälle är Buena Vista Tomatlán, 11,7 km söder om El Tescalame. I omgivningarna runt El Tescalame växer huvudsakligen savannskog.